# Dianthus barbatus
El clavel del poeta (Dianthus barbatus) es una planta herbácea de la familia de las cariofiláceas, usada como planta ornamental en jardines.

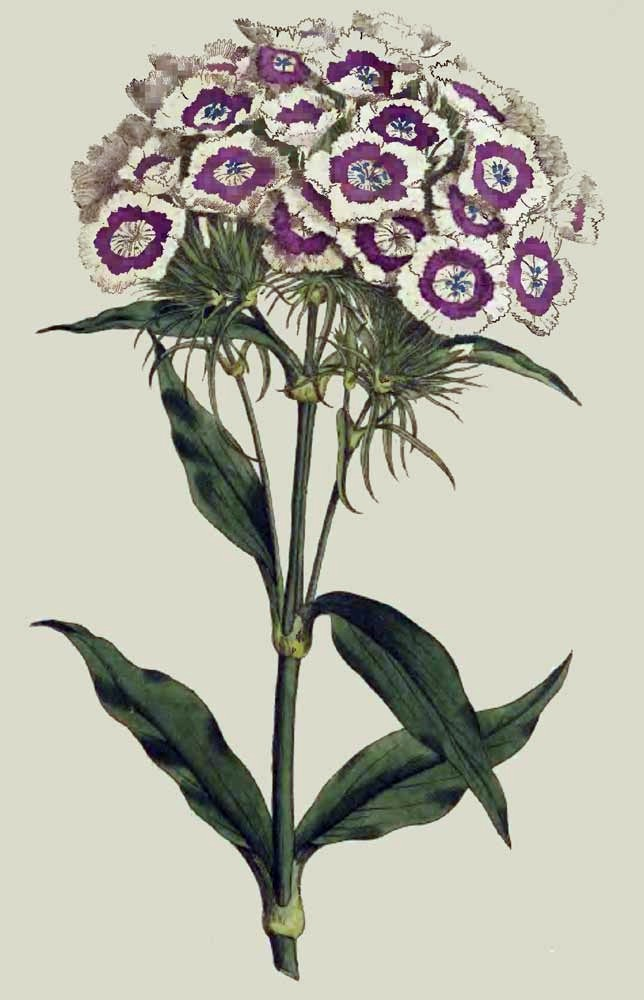
Ilustración

## Descripción
Es cultivada como planta bienal o perenne de vida breve, alcanzando una altura entre 30 y 75 cm. Forma ramilletes densos que llegan a tener hasta 30 flores, cada una entre 2 y 3 cm de diámetro, con bordes irregulares, pareciendo dientes de sierra. La variedad salvaje tiene flores de color blanco, pero las variedades de jardín pueden además ser rosas, rojas, violetas y púrpuras, pudiendo tener mezclas de colores.

## Propiedades
En 1977, la cuestión de los posibles usos médicos fue revisitados por Cordell, fueron encontradas saponinas  en Dianthus barbatus, pero ha habido poco seguimiento de su uso.

## Taxonomía
Dianthus barbatus fue descrita por  Carlos Linneo   y publicado en Species Plantarum 1: 409. 1753.
Citología
Número de cromosomas de Dianthus barbatus (Fam. Caryophyllaceae) y táxones infraespecíficos: n=15
Etimología
Dianthus: nombre genérico que procede de las palabras griegas Diós («de Zeus») y anthos («flor»), y ya fue citado por el botánico griego Teofrasto.
barbatus: epíteto latino que significa "con barbas".
Sinonimia
- Caryophyllus barbatus Moench
- Cylichnanthus barbatus Dulac
- Dianthus aggregatus Poir.
- Dianthus corymbosus F.Dietr.
- Dianthus girardinii Lamotte
- Dianthus hispanicus Dum.Cours.
- Dianthus latifolius Willd.
- Dianthus pulcherrimus Loisel.
- Dianthus splendidissimus Hoffmanns.
- Silene barbata E.H.L.Krause
- Tunica barbata Scop.[7]
- Dianthus compactus Kit.

## Nombres comunes
- Castellano: ciento en pico, ciento en rama, clavel, clavel de cien pies, claveles barbados, macetas, macetilla, macetillas, manutisa, menotisa, mimitisa, minotisa, minutisa, minutisas, minutisia, ramilletes.[8]